# Campeonato Europeu de Corrida de Montanha de 2007
O 13º Campeonato Europeu de Corrida de Montanha de 2007 foi organizada pela Associação Europeia de Atletismo na cidade de Cauterets na França no dia 8 de julho de 2007. Essa edição ficou marcada com a entrada das categoria júnior, com as provas masculino e feminino e contou com a presença de 188 atletas em quatro categorias, tendo como destaque a Turquia com cinco medalhas, sendo três de ouro.

## Resultados
Esses foram os resultados da competição.

### Sênior masculino
Individual 
| Posição           | Atleta                | País     | Tempo   |
| ----------------- | --------------------- | -------- | ------- |
| Medalha de ouro   | Ahmet Arslan          | Turquia  | 1:08.39 |
| Medalha de prata  | Marco De Gasperi      | Itália   | 1:08.50 |
| Medalha de bronze | Marco Gaiardo         | Itália   | 1:09.09 |
| 4                 | Alexander Bolkhovitin | Rússia   | 1:10.01 |
| 5                 | Sebastien Epiney      | Suíça    | 1:10.16 |
| 6                 | Raymond Fontaine      | França   | 1:10.28 |
| 7                 | Vicente Capitan       | Espanha  | 1:10.34 |
| 8                 | Josef Beha            | Alemanha | 1:10.48 |
| 9                 | Timo Zeiler           | Alemanha | 1:11.08 |
| 10                | Gabriele Abate        | Itália   | 1:11.19 |

Equipe 
| Posição           | Equipe   | Pontos |
| ----------------- | -------- | ------ |
| Medalha de ouro   | Itália   | 15     |
| Medalha de prata  | França   | 31     |
| Medalha de bronze | Alemanha | 36     |

### Sênior feminino
Individual 
| Posição           | Atleta                    | País    | Tempo |
| ----------------- | ------------------------- | ------- | ----- |
| Medalha de ouro   | Anita Haakenstad-Evertsen | Noruega | 51.45 |
| Medalha de prata  | Anna Pichrtova            | Chéquia | 52.34 |
| Medalha de bronze | Kirsten Otterbu M.        | Noruega | 52.56 |
| 4                 | Martina Strähl            | Suíça   | 53.26 |
| 5                 | Angeline Joly             | Suíça   | 53.45 |
| 6                 | Isabelle Guillot          | França  | 53.51 |
| 7                 | Vittoria Salvini          | Itália  | 54.31 |
| 8                 | Bernadette Meier          | Suíça   | 55.51 |
| 9                 | Iva Milesova              | Chéquia | 55.59 |
| 10                | Maria Grazia Roberti      | Itália  | 56.05 |

Equipe 
| Posição           | Equipe  | Pontos |
| ----------------- | ------- | ------ |
| Medalha de ouro   | Suíça   | 17     |
| Medalha de prata  | Chéquia | 22     |
| Medalha de bronze | Itália  | 29     |

### Júnior masculino
Individual 
| Posição           | Atleta           | País       | Tempo |
| ----------------- | ---------------- | ---------- | ----- |
| Medalha de ouro   | Mehmet Akkoyun   | Turquia    | 48.27 |
| Medalha de prata  | Emrah Akalin     | Turquia    | 48.35 |
| Medalha de bronze | Mahmut Uruclu    | Turquia    | 48.40 |
| 4                 | Manuel Stöckert  | Alemanha   | 49.06 |
| 5                 | Rene Stöckert    | Alemanha   | 49.53 |
| 6                 | Jiri Vojak       | Chéquia    | 51.01 |
| 7                 | Alex Baldaccini  | Itália     | 52.05 |
| 8                 | Jonathan Hare    | Inglaterra | 52.15 |
| 9                 | Emanuele Rampa   | Itália     | 52.46 |
| 10                | Augustin Salamin | Suíça      | 52.49 |

Equipe 
| Posição           | Equipe   | Pontos |
| ----------------- | -------- | ------ |
| Medalha de ouro   | Turquia  | 6      |
| Medalha de prata  | Alemanha | 21     |
| Medalha de bronze | Itália   | 34     |

### Júnior feminino
Individual 
| Posição           | Atleta           | País       | Tempo |
| ----------------- | ---------------- | ---------- | ----- |
| Medalha de ouro   | Lucija Krkoc     | Eslovênia  | 23.33 |
| Medalha de prata  | Kerstin Straub   | Alemanha   | 23.58 |
| Medalha de bronze | Hannah Bateson   | Inglaterra | 24.50 |
| 4                 | Anita Baierl     | Áustria    | 25.09 |
| 5                 | Blue Haywood     | Inglaterra | 25.30 |
| 6                 | Tanjy Eberhart   | Áustria    | 25.58 |
| 7                 | Clara Faustini   | Itália     | 26.16 |
| 8                 | Azize Ozbey      | Turquia    | 26.35 |
| 9                 | Dilek Cimenkaya  | Turquia    | 26.37 |
| 10                | Martina Vevodova | Chéquia    | 26.45 |

Equipe 
| Posição           | Equipe     | Pontos |
| ----------------- | ---------- | ------ |
| Medalha de ouro   | Inglaterra | 8      |
| Medalha de prata  | Áustria    | 10     |
| Medalha de bronze | Eslovênia  | 13     |

## Quadro de medalhas
| Ordem | País       | Medalha de ouro | Medalha de prata | Medalha de bronze | Total |
| ----- | ---------- | --------------- | ---------------- | ----------------- | ----- |
| 1     | Turquia    | 3               | 1                | 1                 | 5     |
| 2     | Itália     | 1               | 1                | 3                 | 5     |
| 3     | Inglaterra | 1               | 0                | 1                 | 2     |
| 3     | Noruega    | 1               | 0                | 1                 | 2     |
| 3     | Eslovênia  | 1               | 0                | 1                 | 2     |
| 6     | Suíça      | 1               | 0                | 0                 | 1     |
| 7     | Áustria    | 0               | 1                | 0                 | 1     |
| 7     | França     | 0               | 1                | 0                 | 1     |
| 9     | Alemanha   | 0               | 2                | 1                 | 3     |
| 10    | Chéquia    | 0               | 2                | 0                 | 2     |